# بگونیا فرناندس
بگونیا فرناندس (اسپانیایی: Begoña Fernández‎؛ زادهٔ ۲۲ مارس ۱۹۸۰) بازیکن هندبال زن اهل اسپانیا است.